# Steatoda
Steatoda là một chi nhện trong họ Theridiidae. Chi này bao gồm khoảng 120 loài.

## Các loài
- Steatoda adumbrata (Simon, 1908) – Australia (Western Australia)
- Steatoda aethiopica (Simon, 1909) – Central Africa
- Steatoda alamosa Gertsch, 1960 – US, Mexico
- Steatoda alboclathrata (Simon, 1897) – India
- Steatoda albomaculata (De Geer, 1778) – North America, Europe, North Africa to Israel, Russia (Europe to Far East), Central Asia, China, Korea, Japan
- Steatoda ancora (Grube, 1861) – Russia (south Siberia)
- Steatoda ancorata (Holmberg, 1876) – Mexico to Chile
- Steatoda andina (Keyserling, 1884) – Venezuela to Chile
- Steatoda apacheana Gertsch, 1960 – US
- Steatoda atascadera Chamberlin & Ivie, 1942 – US
- Steatoda atrocyanea (Simon, 1880) – New Caledonia, Loyalty Is.
- Steatoda autumnalis (Banks, 1898) – Mexico
- Steatoda badia (Roewer, 1961) – Senegal
- Steatoda bertkaui (Thorell, 1881) – Indonesia (Moluccas), New Guinea
- Steatoda bipunctata (Linnaeus, 1758) (type species) – Europe, Turkey, Caucasus, Russia (Europe to Far East), Iran, Central Asia, China. Introduced to South America
- Steatoda borealis (Hentz, 1850) – US, Canada
- Steatoda bradyi (Strand, 1907) – South Africa
- Steatoda capensis Hann, 1990 – South Africa, Lesotho. Introduced to St. Helena, Australia, New Zealand
- Steatoda carbonaria (Simon, 1907) – Congo, Equatorial Guinea (Bioko)
- Steatoda caspia Ponomarev, 2007 – Kazakhstan
- Steatoda castanea (Clerck, 1757) – Europe, Turkey, Russia (Europe to Far East), Caucasus, Iran, Central Asia, China. Introduced to Canada
- Steatoda chinchipe Levi, 1962 – Ecuador, Peru
- Steatoda cingulata (Thorell, 1890) – China, India, Korea, Vietnam, Laos, Japan, Indonesia (Sumatra, Java)
- Steatoda connexa (O. Pickard-Cambridge, 1904) – South Africa
- Steatoda craniformis Zhu & Song, 1992 – China
- Steatoda dahli (Nosek, 1905) – Turkey, Israel, Caucasus, Russia (Europe) to Central Asia
- Steatoda diamantina Levi, 1962 – Brazil
- Steatoda distincta (Blackwall, 1859) – Madeira
- Steatoda ephippiata (Thorell, 1875) – Algeria to Israel, Iran
- Steatoda erigoniformis (O. Pickard-Cambridge, 1872) – East Mediterranean to Middle East, Caucasus, China, Korea, Japan. Introduced to the Caribbean.
- Steatoda fagei (Lawrence, 1964) – South Africa
- Steatoda fallax (Blackwall, 1865) – Cape Verde Is.
- Steatoda felina (Simon, 1907) – Congo
- Steatoda foravae Dippenaar-Schoeman & Müller, 1992 – South Africa
- Steatoda grandis Banks, 1901 – US
- Steatoda grossa (C. L. Koch, 1838) – Europe, Turkey, Caucasus, Russia (Europe to Far East), Central Asia, China, Korea, Japan. Introduced to North America, Ecuador, Peru, Chile, Hawaii Is., Macaronesia, Algeria, New Zealand
- Steatoda gui Zhu, 1998 – China
- Steatoda hespera Chamberlin & Ivie, 1933 – US, Canada
- Steatoda hui Zhu, 1998 – China
- Steatoda iheringi (Keyserling, 1886) – Brazil, Paraguay, Argentina
- Steatoda incomposita (Denis, 1957) – Portugal, Spain, France (incl. Corsica)
- Steatoda kiwuensis (Strand, 1913) – Central Africa
- Steatoda kuytunensis Zhu, 1998 – China
- Steatoda latifasciata (Simon, 1873) – Canary Is. to Israel
- Steatoda lawrencei Brignoli, 1983 – South Africa
- Steatoda lenzi (Strand, 1907) – South Africa
- Steatoda leonardi (Thorell, 1898) – Myanmar
- Steatoda lepida (O. Pickard-Cambridge, 1880) – New Zealand
- Steatoda linzhiensis Hu, 2001 – China
- Steatoda livens (Simon, 1894) – Australia (Tasmania)
- Steatoda longurio (Simon, 1909) – Central Africa
- Steatoda mainlingensis (Hu & Li, 1987) – Kyrgyzstan, China
- Steatoda mainlingoides Yin, Griswold, Bao & Xu, 2003 – China
- Steatoda marmorata (Simon, 1910) – South Africa
- Steatoda marta Levi, 1962 – Colombia
- Steatoda maura (Simon, 1909) – Mediterranean
- Steatoda mexicana Levi, 1957 – US, Mexico
- Steatoda micans (Hogg, 1922) – Vietnam
- Steatoda minima (Denis, 1955) – Niger
- Steatoda moerens (Thorell, 1875) – Algeria, Tunisia
- Steatoda moesta (O. Pickard-Cambridge, 1896) – Mexico to Brazil
- Steatoda morsitans (O. Pickard-Cambridge, 1885) – South Africa
- Steatoda nahuana Gertsch, 1960 – Mexico
- Steatoda nasata (Chrysanthus, 1975) – Indonesia (Krakatau), Papua New Guinea (New Ireland), Australia
- Steatoda ngipina Barrion & Litsinger, 1995 – Philippines
- Steatoda nigrimaculata Zhang, Chen & Zhu, 2001 – China
- Steatoda nigrocincta O. Pickard-Cambridge, 1885 – China (Yarkand)
- Steatoda niveosignata (Simon, 1908) – Australia (Western Australia)
- Steatoda nobilis (Thorell, 1875) – Macaronesia. Introduced to US, Chile, Europe, Turkey, Iran
- Steatoda octonotata (Simon, 1908) – Australia (Western Australia)
- Steatoda palomara Chamberlin & Ivie, 1935 – US
- Steatoda panja Barrion, Barrion-Dupo & Heong, 2013 – China
- Steatoda pardalia Yin, Griswold, Bao & Xu, 2003 – China
- Steatoda paykulliana (Walckenaer, 1806) – Europe, Mediterranean to Central Asia
- Steatoda pengyangensis Hu & Zhang, 2012 – China
- Steatoda perakensis Simon, 1901 – Malaysia
- Steatoda perspicillata (Thorell, 1898) – Myanmar
- Steatoda picea (Thorell, 1899) – Cameroon
- Steatoda porteri (Simon, 1900) – Chile
- Steatoda punctulata (Marx, 1898) – US, Mexico
- Steatoda quadrimaculata (O. Pickard-Cambridge, 1896) – US to Venezuela, Caribbean
- Steatoda quaesita (O. Pickard-Cambridge, 1896) – Mexico
- Steatoda quinquenotata (Blackwall, 1865) – Cape Verde Is.
- Steatoda retorta González, 1987 – Argentina
- Steatoda rhombifera (Grube, 1861) – Russia (middle Siberia)
- Steatoda rubrocalceolata (Simon, 1907) – Equatorial Guinea (Bioko)
- Steatoda rufoannulata (Simon, 1899) – India, Sri Lanka, Sumatra, Java
- Steatoda sabulosa (Tullgren, 1901) – Bolivia, Argentina, Chile
- Steatoda sagax (Blackwall, 1865) – Cape Verde Is.
- Steatoda saltensis Levi, 1957 – Mexico
- Steatoda seriata (Simon, 1899) – Indonesia (Sumatra)
- Steatoda singoides (Tullgren, 1910) – Tanzania
- Steatoda sordidata O. Pickard-Cambridge, 1885 – China (Yarkand)
- Steatoda speciosa (Thorell, 1898) – Myanmar
- Steatoda spina Gao & Li, 2014 – China
- Steatoda subannulata (Kulczyński, 1911) – New Guinea, Papua New Guinea (New Britain)
- Steatoda terastiosa Zhu, 1998 – China
- Steatoda terebrui Gao & Li, 2014 – China
- Steatoda tigrina (Tullgren, 1910) – Tanzania
- Steatoda tortoisea Yin, Griswold, Bao & Xu, 2003 – China
- Steatoda transversa (Banks, 1898) – US, Mexico
- Steatoda trianguloides Levy, 1991 – France (Corsica), Israel
- Steatoda triangulosa (Walckenaer, 1802) – Europe, Turkey, Caucasus, Russia (Europe to Far East), Central Asia. Introduced to Canada, US, Canary Is.
- Steatoda tristis (Tullgren, 1910) – Tanzania
- Steatoda truncata (Urquhart, 1888) – New Zealand
- Steatoda ulleungensis Paik, 1995 – Korea
- Steatoda uncata Zhang, Chen & Zhu, 2001 – China
- Steatoda variabilis (Berland, 1920) – East Africa
- Steatoda variata Gertsch, 1960 – US, Mexico
- Steatoda variipes (Keyserling, 1884) – Peru
- Steatoda vaulogeri (Simon, 1909) – Vietnam
- Steatoda venator (Audouin, 1826) – Libya, Egypt
- Steatoda violacea (Strand, 1906) – Ethiopia
- Steatoda wangi Zhu, 1998 – China
- Steatoda wanshou Yin, 2012 – China
- Steatoda washona Gertsch, 1960 – US, Mexico
- Steatoda xerophila Levy & Amitai, 1982 – Israel
- Steatoda xishuiensis Zhang, Chen & Zhu, 2001 – China